# Kazachstan na Mistrzostwach Świata w Lekkoatletyce 2011
Kazachstan na Mistrzostwach Świata w Lekkoatletyce 2011 był reprezentowany przez 14 zawodników.

## Wyniki reprezentantów Kazachstanu

### Mężczyźni

#### Konkurencje techniczne
| Konkurencja   | Zawodnik        | Eliminacje | Eliminacje | Finał     | Finał   |
| Konkurencja   | Zawodnik        | Rezultat   | Pozycja    | Rezultat  | Pozycja |
| ------------- | --------------- | ---------- | ---------- | --------- | ------- |
| trójskok      | Jewgienij Ektow | NM         | NM         |           |         |
| dziesięciobój | Dmitrij Karpow  |            |            | 7550 pkt. | 21.     |

### Kobiety

#### Konkurencje biegowe
| Konkurencja        | Zawodnik                                                                | Eliminacje | Eliminacje | Półfinał | Półfinał | Finał    | Finał   |
| Konkurencja        | Zawodnik                                                                | Rezultat   | Pozycja    | Rezultat | Pozycja  | Rezultat | Pozycja |
| ------------------ | ----------------------------------------------------------------------- | ---------- | ---------- | -------- | -------- | -------- | ------- |
| 100 m              | Olga Błudowa                                                            | 11.62      | 37.        |          |          |          |         |
| 200 m              | Wiktorija Ziabkina                                                      | 24.09      | 31.        |          |          |          |         |
| 800 m              | Margarita Macko                                                         | 2:04.34    | 31.        |          |          |          |         |
| 100 m przez płotki | Natalja Iwoninska                                                       | 12.96      | 11. Q      | 12.96    | 15.      |          |         |
| 100 m przez płotki | Anastasija Soprunowa                                                    | 13.43      | 30.        |          |          |          |         |
| 4x400 m            | Aleksandra Kuzina Wiktorija Jałowcewa Marina Maslenko Tatjana Rosłanowa |            |            | DNF      | DNF      |          |         |

#### Konkurencje techniczne
| Konkurencja | Zawodnik      | Eliminacje | Eliminacje | Finał    | Finał   |
| Konkurencja | Zawodnik      | Rezultat   | Pozycja    | Rezultat | Pozycja |
| ----------- | ------------- | ---------- | ---------- | -------- | ------- |
| trójskok    | Olga Rypakowa | 14.33 m    | 6. Q       | 14.89 m  | 2.      |
| trójskok    | Irina Ektowa  | 14.01 m    | 17.        |          |         |
| skok wzwyż  | Marina Aitowa | 1.89 m     | 19.        |          |         |